# Clifton (Ohio)
Clifton és una població dels Estats Units a l'estat d'Ohio. Segons el cens del 2000 tenia 179 habitants.

## Demografia
Segons el cens del 2000, Clifton tenia 179 habitants, 71 habitatges, i 51 famílies. La densitat de població era de 384 habitants/km².
Dels 71 habitatges en un 29,6% hi vivien nens de menys de 18 anys, en un 56,3% hi vivien parelles casades, en un 11,3% dones solteres, i en un 26,8% no eren unitats familiars. En el 25,4% dels habitatges hi vivien persones soles el 7% de les quals corresponia a persones de 65 anys o més que vivien soles. El nombre mitjà de persones vivint en cada habitatge era de 2,52 i el nombre mitjà de persones que vivien en cada família era de 2,96.
Per edats la població es repartia de la següent manera: un 26,8% tenia menys de 18 anys, un 4,5% entre 18 i 24, un 24% entre 25 i 44, un 26,3% de 45 a 60 i un 18,4% 65 anys o més.
L'edat mediana era de 42 anys. Per cada 100 dones de 18 o més anys hi havia 111,3 homes.
La renda mediana per habitatge era de 42.679 $ i la renda mediana per família de 43.750 $. Els homes tenien una renda mediana de 43.750 $ mentre que les dones 33.125 $. La renda per capita de la població era de 24.073 $. Aproximadament el 7,1% de les famílies i el 5,4% de la població estaven per davall del llindar de pobresa.

## Poblacions més properes
El següent diagrama mostra les poblacions més properes.